# Groupe Dassault
Groupe Dassault eller Groupe Industriel Marcel Dassault S.A.) er et fransk konglomerat ledet af Serge Dassault. Holdingselskabet er etableret i 1995.
Administrerende direktører er Claude Dassault og Olivier Costa de Beauregard.

## Datterselskaber
- Dassault Aviation (design og fremstilling af fly)
  - Sogitec (simulering og integrerede logistik-supportsystemer)
- S.A.B.C.A. (design og fremstiling af rumfartsudstyr)
- Dassault Systèmes (PLM-udviklingsløsninger)
- Société de Véhicules Electriques (SVE), et joint venture mellem Dassault og Heuliez om udvikling af elektriske plug-in hybridkøretøjer (Cleanova II baseret på Renault Kangoo)
- Figaro (medier, inklusive Le Figaro og FC Nantes)
- Immobiliere Dassault (fast ejendom)
- Artcurial (auktioner)
  - Arqana (auktioner) (30 %)
- Château Dassault (vin)